# Skogskorn
Skogskorn (Hordelymus europaeus) är en gräsart som först beskrevs av Carl von Linné, och fick sitt nu gällande namn av Karl Friedrich Wilhelm Jessen och Carl Karl Otto Harz. Skogskorn ingår i släktet skogskornssläktet, och familjen gräs. Inga underarter finns listade i Catalogue of Life.

## Bildgalleri

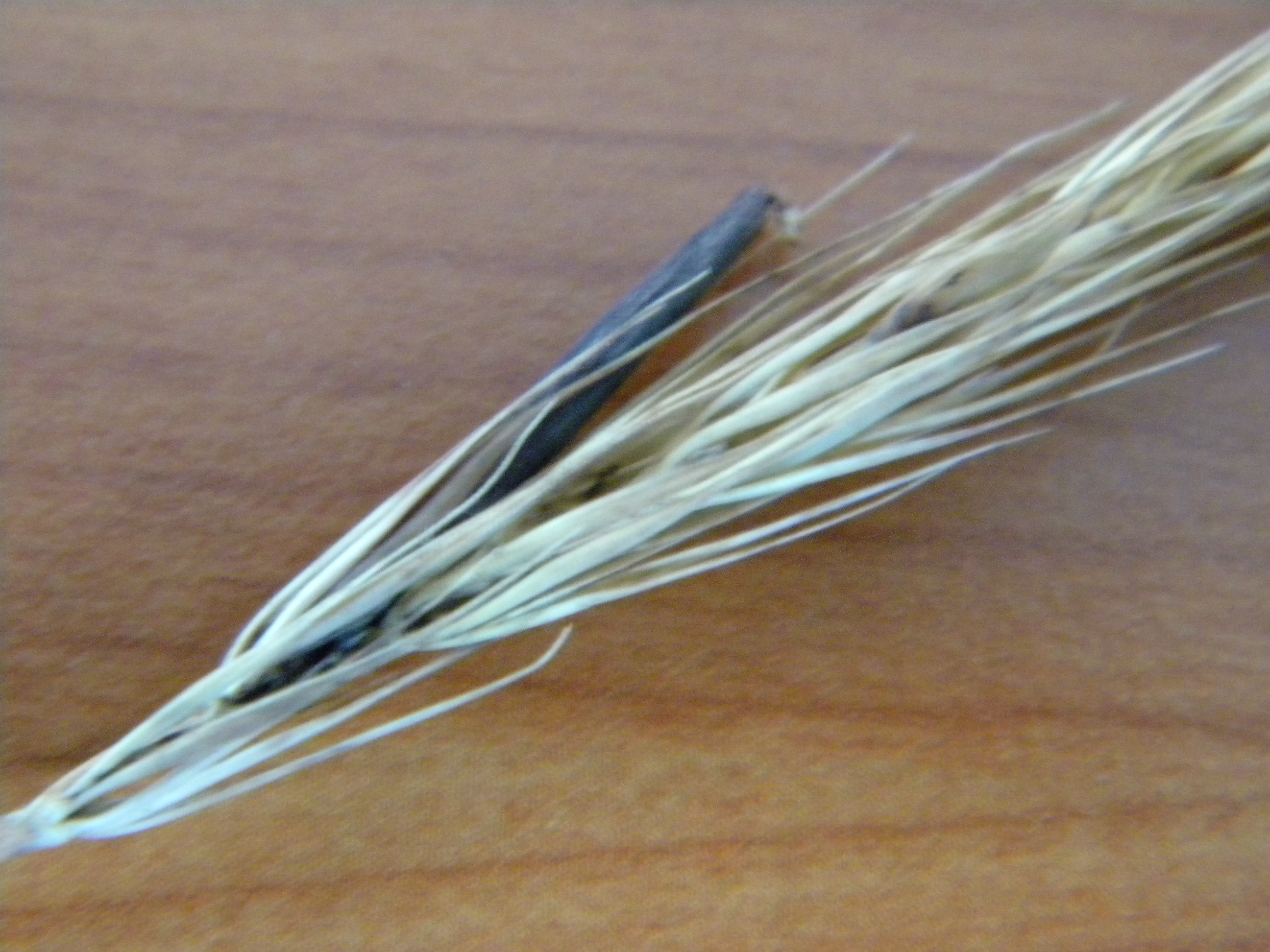
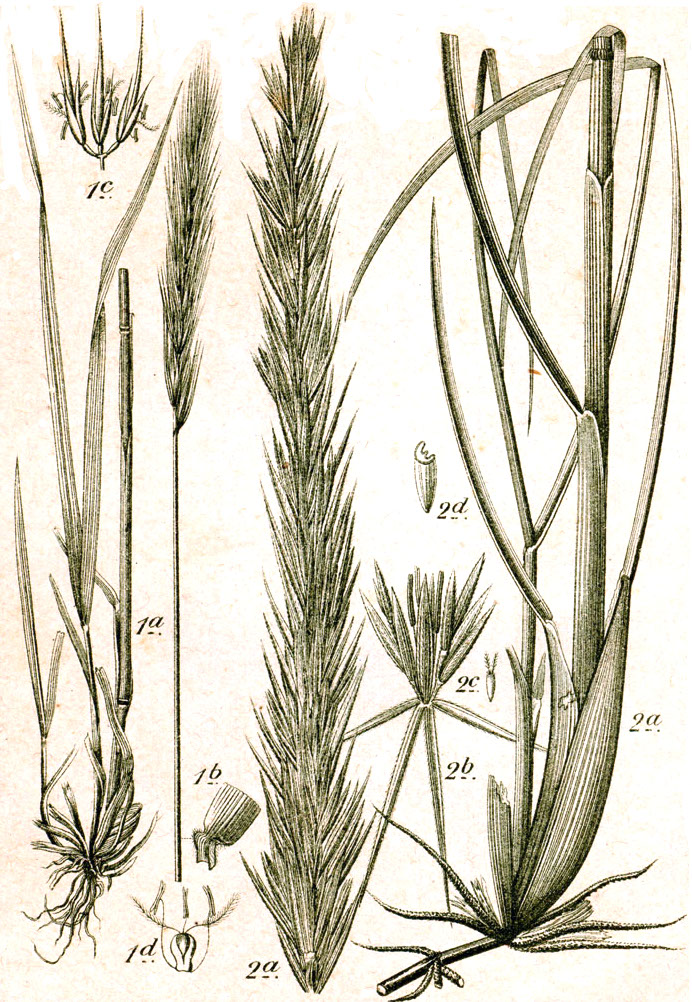
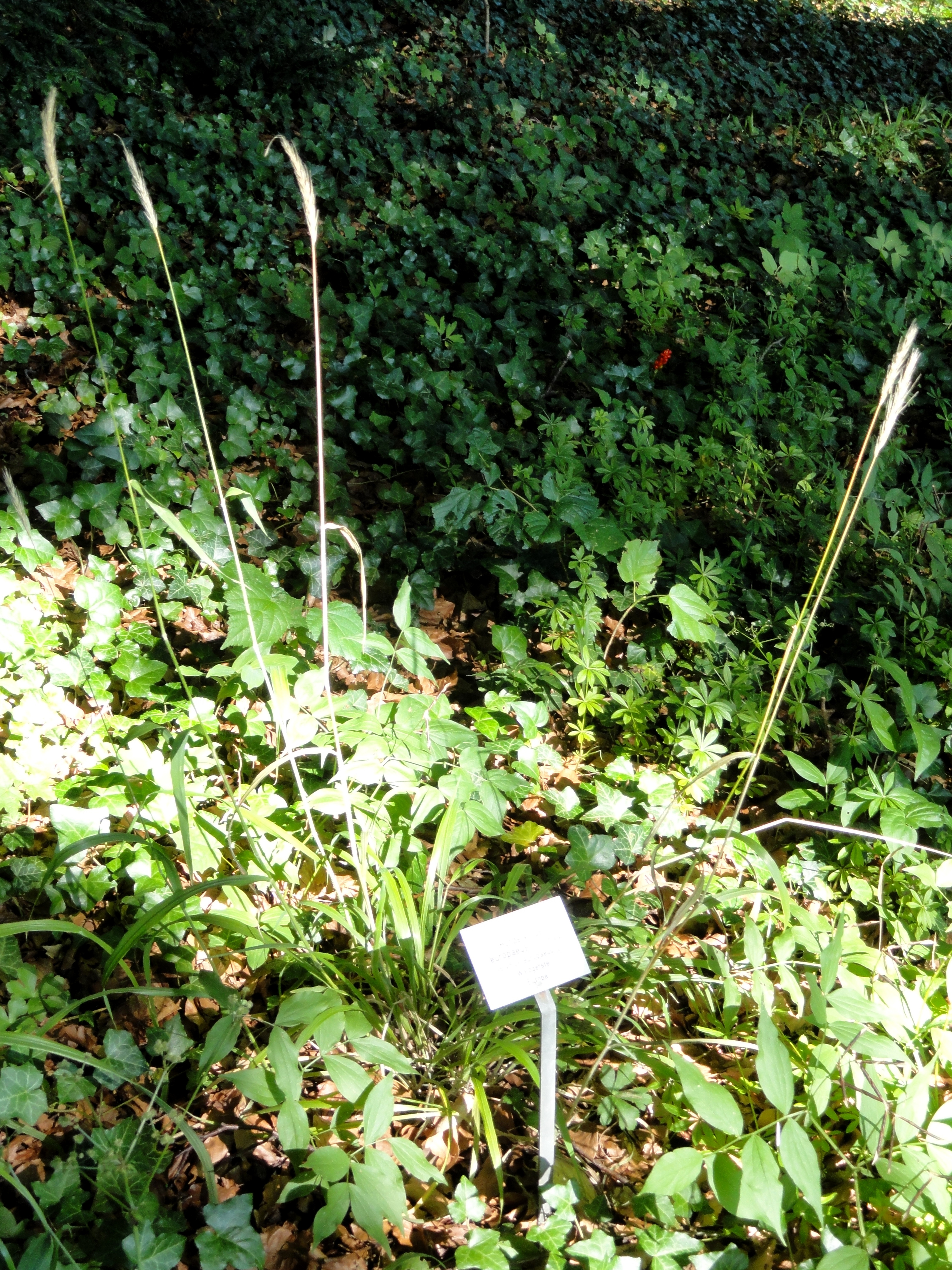
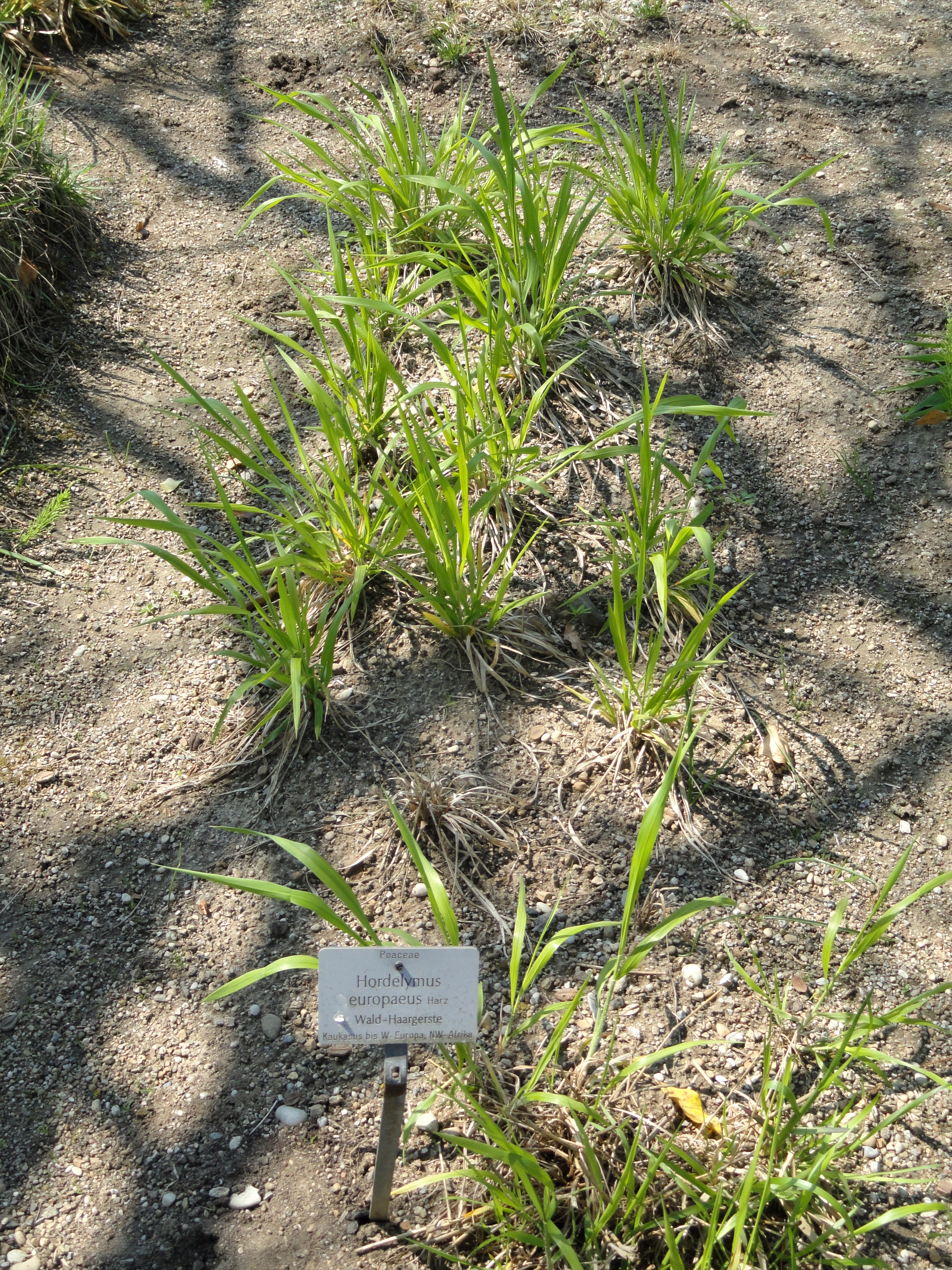